# مسترینگ

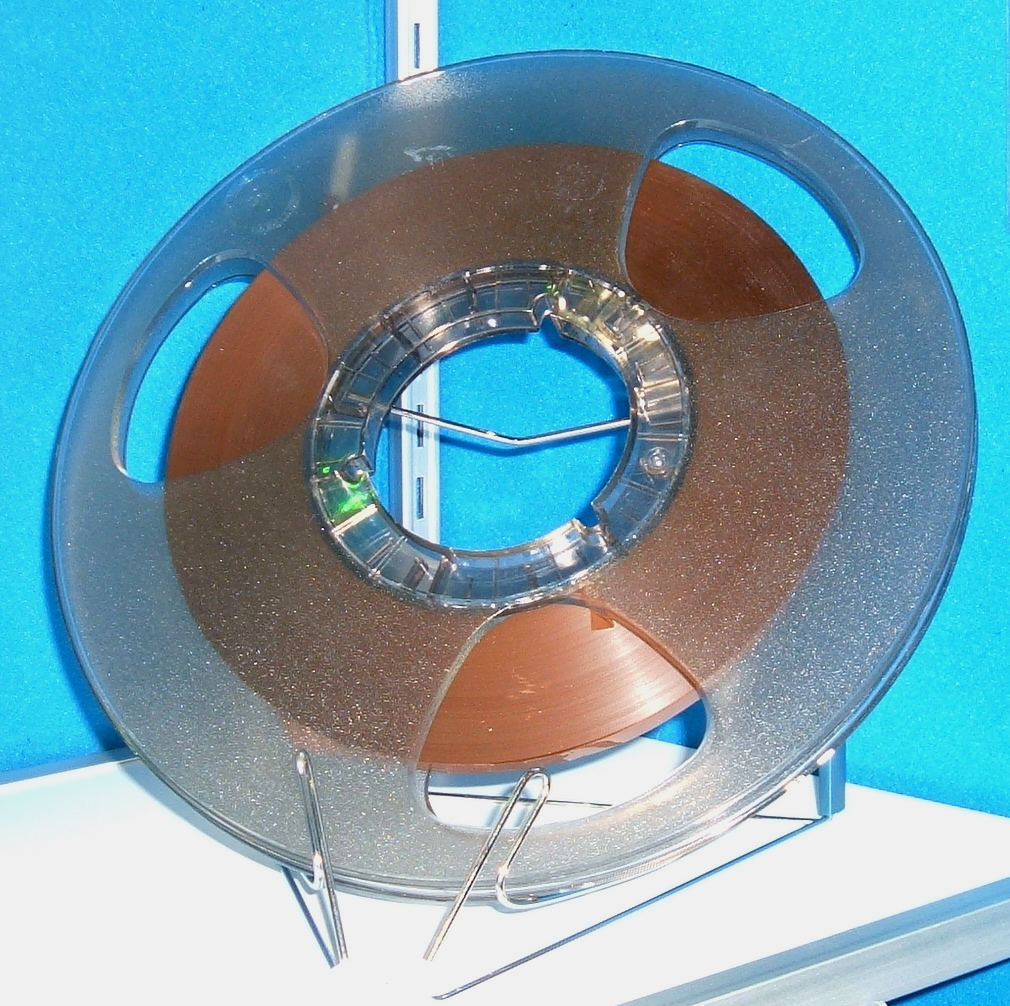
یک قرقره نوار که سابقاً به صورت ثابت برای مسترینگ مورد استفاده قرار می‌گرفت

مسترینگ صدا (به انگلیسی: Audio mastering) یک مرحلهٔ پس‌تولید در صنعت موسیقی است. فرایندی که در آن به آماده‌کردن و انتقال صدای ضبط شده از یک منبع شامل میکس نهایی به یک وسیله ذخیره‌سازی می‌پردازند و یک منبع اصلی به وجود می‌آورند تا بتوانند از روی آن تهیه و تکثیر نسخه‌های کپی را انجام بدهند. امروزه استفاده از نوع مسترهای دیجیتالی مرسوم‌تر است، اما هنوز هم برخی مهندسین صدا از نوع مسترینگ آنالوگ در صنعت ساخت استفاده می‌کنند. مسترینگ در واقع اصلاح اشکالات شنیداری آهنگ و همچنین رساندن کیفیت کار به حداکثر ممکن است به نحوی که محصول نهایی در گستره وسیع و متنوعی از سیستم‌های پخش از تلفن همراه گرفته تا داخل اتومبیل، یکپارچگی و کیفیت خود را حفظ نماید. مسترینگ را می‌توان مرحله کنترل کیفی و همچنین دقیق‌ترین و تخصصی‌ترین مرحله در فرایند تولید یک مجموعه (آلبوم) موسیقی دانست. اهمیت این مرحله به میزانی بالاست که در کشورهای با صنعت موسیقی پیشرفته، مراکزی صرفاً جهت مستر کردن آثار موسیقی دایر شده‌است. در این نقاط جهان مهندسی مسترینگ تخصصی مجزا در مشاغل مربوط تولید موسیقی است.